# الهيئة الوطنية الجنوب إفريقية للحلال
الهيئة الوطنية الجنوب إفريقية للحلال (بالإنجليزية: South African National Halaal Authority) هي منظمة دولية غير ربحية تصادق على منتجات الحلال في جنوب إفريقيا، هدف الهيئة هو تبسيط الاعتراف وشراء الأطعمة الحلال في جميع المتاجر في جنوب إفريقيا بدلاً من بيع المنتجات الحلال في مجموعة مختارة من المتاجر الحلال فقط. للهيئة مكاتب في كوازولو ناتال وخاوتينغ وكيب الغربية.

## شهادة حلال
تقوم الهيئة الوطنية للحلال بفحص المنتجات وفقًا لمجموعة من المعايير الغذائية الإسلامية. عندما يفي منتج ما بالمعايير، يتمكن المنتج من الحصول على شهادة الحلال، مما يعني إذنًا بإضافة شعار «حلال» على العبوة، مما يتيح للمستهلكين معرفة أن المنتج يتوافق مع المتطلبات الغذائية الإسلامية الحلال.